# هاتشيجو، طوكيو
هاتشيجو، طوكيو  هي بلدية في اليابان، وبلدة في اليابان، تقع في هاتشيجو، طوكيو، بلغ عدد سكانها 7,132  نسمة وذلك حسب إحصائيات سنة 2018، تبلغ مساحتها 72.23 كيلومتر مربع.

## معرض صور

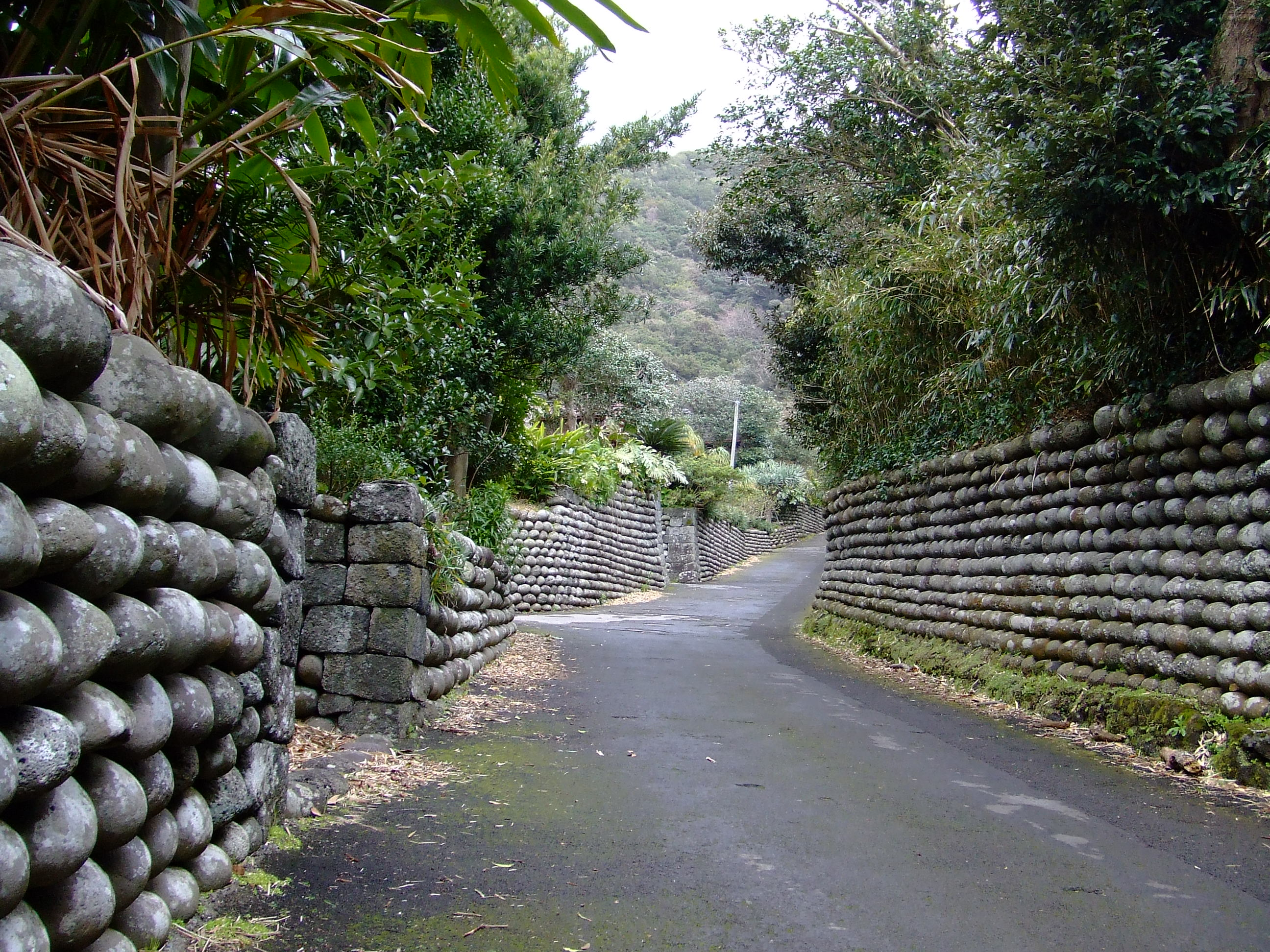
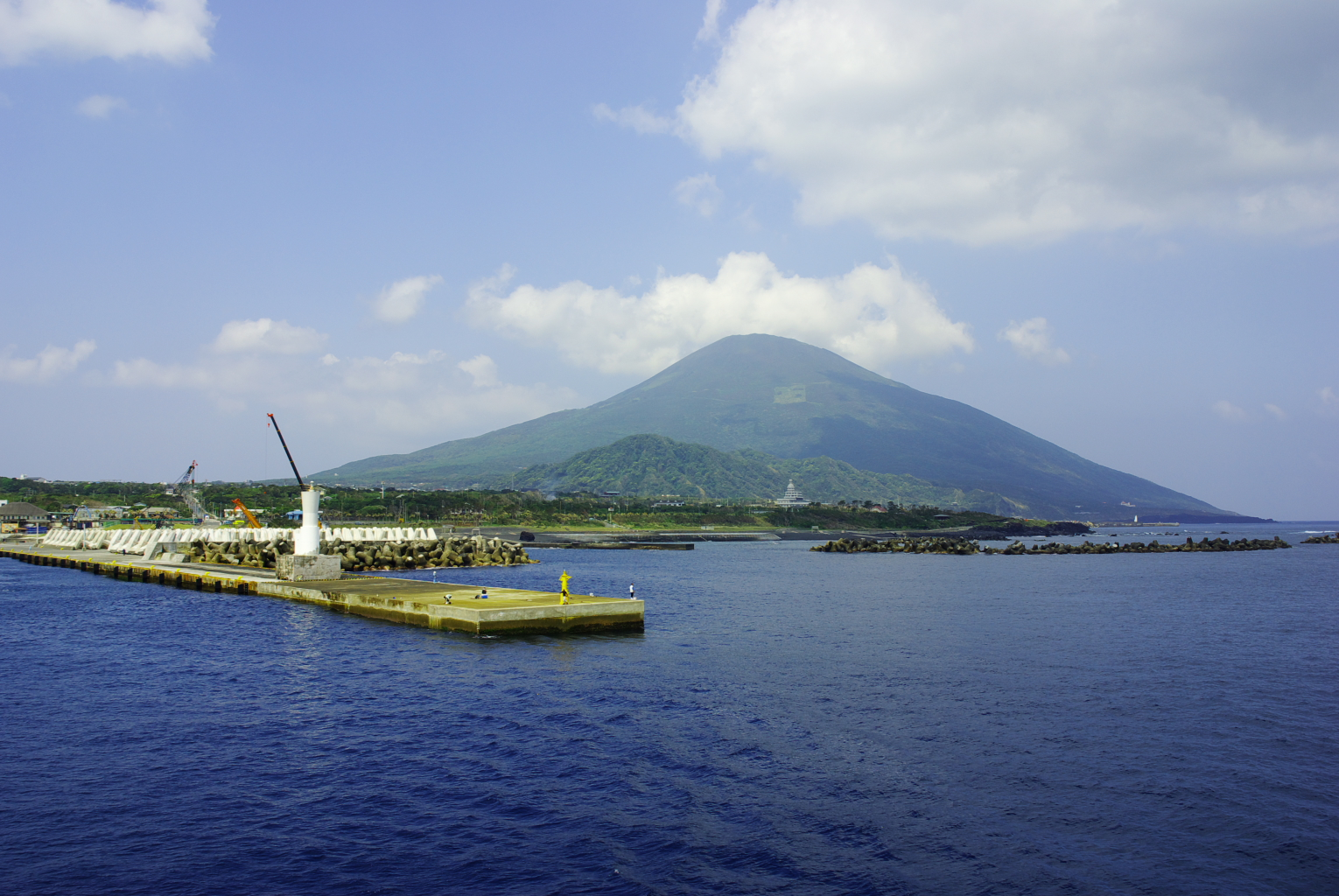
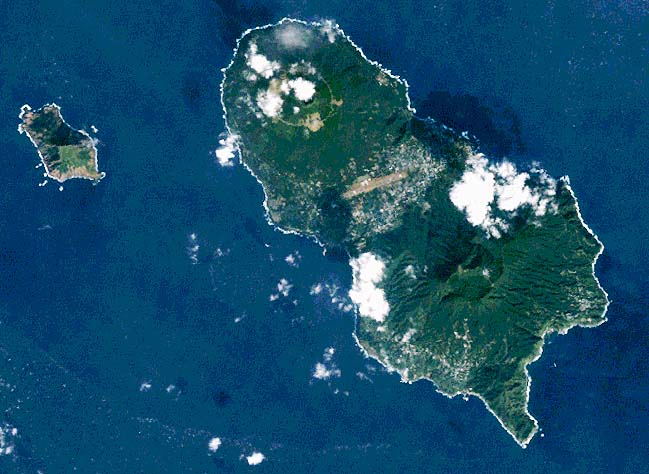

## مدن توأم
المدن التوأم:
- مقاطعة ماوي (هاواي).